# ثيرسيتيات

مكان التوزع.

ثيرسيتيات (بالإنجليزية: Thyrsites)‏ هو نوع طويل ورفيع من سمك الغمبلائيات التي عثرت في البحار في نصف الكرة الجنوبي. هذه السمكة يمكن أن تصل طولها إلى 200 سم (79 إنش) على الرغم من أن معظمها لا يتجاوز 75 سم (30 بوصة)، الوزن الأقصى المسجل لهذا النوع هو 6 كجم (13 رطل). وهي من الأنواع المهمة للغاية لمصايد الأسماك التجارية، وهو حاليا العضو الوحيد المعروف في جنسه.

## وصلات خارجية
- (بالfr+en) مرجع نظام المعلومات التصنيفية المتكامل (ITIS) : TSN {{{1}}}
- Davidson, Alan. Oxford Companion to Food (1999). "Snoek". p. 731
- Snoek fishing in False Bay, South Africa circa 1976 – a black-and-white image gallery featuring commercial fishermen using hand lines to catch snoek.